# Heinrich Linck
Pour les articles homonymes, voir Linck.
Heinrich Linck (né à Dantzig en 1638 et mort à Leipzig en 1717) est un pharmacien et collectionneur allemand, fondateur du cabinet de curiosités de la famille Linck à Leipzig.

## Éléments biographiques

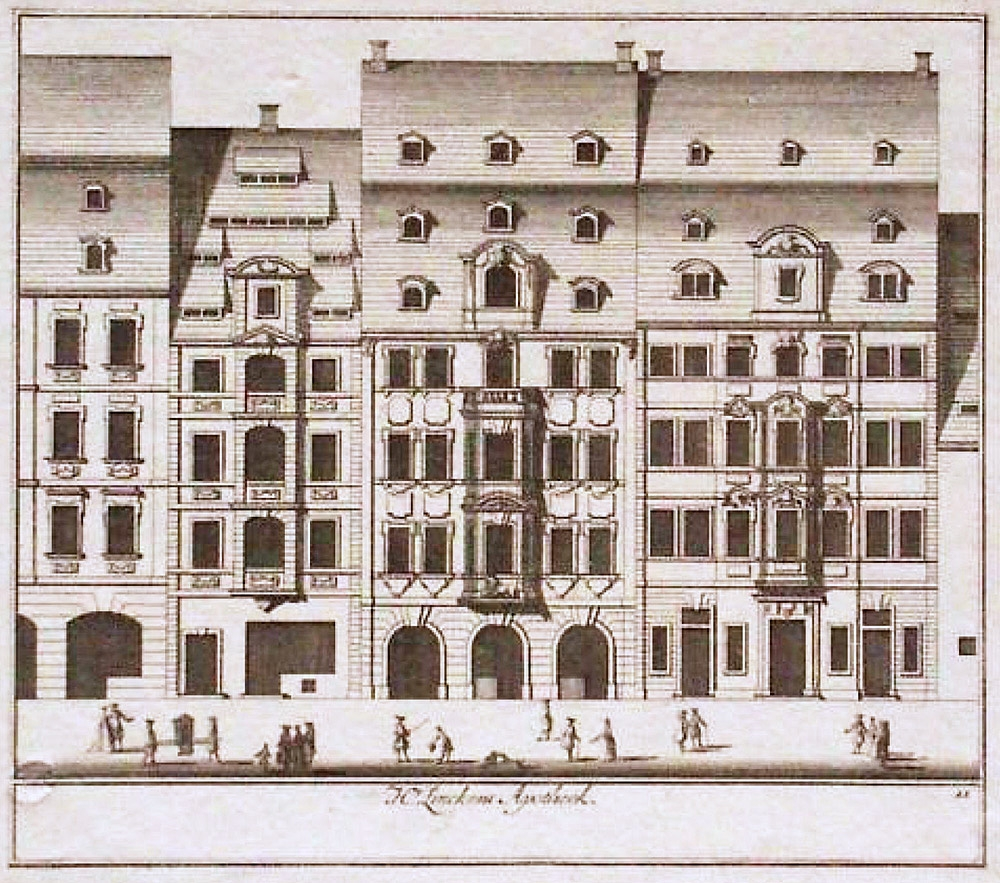
La pharmacie Au Lion d'or, vers 1710

Fils d'un pharmacien de Danzing, il devient préparateur à la pharmacie Au Lion d'or à Leipzig en 1669, puis gérant en 1681, et acquiert l'officine en 1686. L’herbarium vivum constitué au cours de ses études de médecine est sans doute à la base du cabinet d'histoire naturelle et de curiosités qu'il rassemble dès 1670. La découverte inopinée, en 1694, d'un trésor de 6 000 pièces d'or, une couronne en or et un masque doré, parmi des matières premières destinées à la pharmacie, enrichit sa collection d'œuvres d'art. En 1710, il remet son commerce à ses deux fils, Johann Heinrich et Christian Heinrich.
C'est à Heinrich Linck que l'on doit la plus ancienne collection d'échantillons de bois connue.
Ses collections ont été considérablement accrues par son fils Johann Heinrich Linck l'Ancien ; son petit-fils Johann Heinrich Linck le Jeune continua l'œuvre de ses prédécesseurs et en dressa le catalogue. À la suite de la mort de ce dernier sans héritier, le cabinet de curiosités de la famille Linck a été vendu à Othon-Victor Ier de Schönbourg-Waldenbourg en 1840 et transféré en 1844 dans le Musée et cabinet d'histoire naturelle de Waldenburg (de), en Saxe, spécialement construit à cet effet.